# Synagoge Schlüchtern

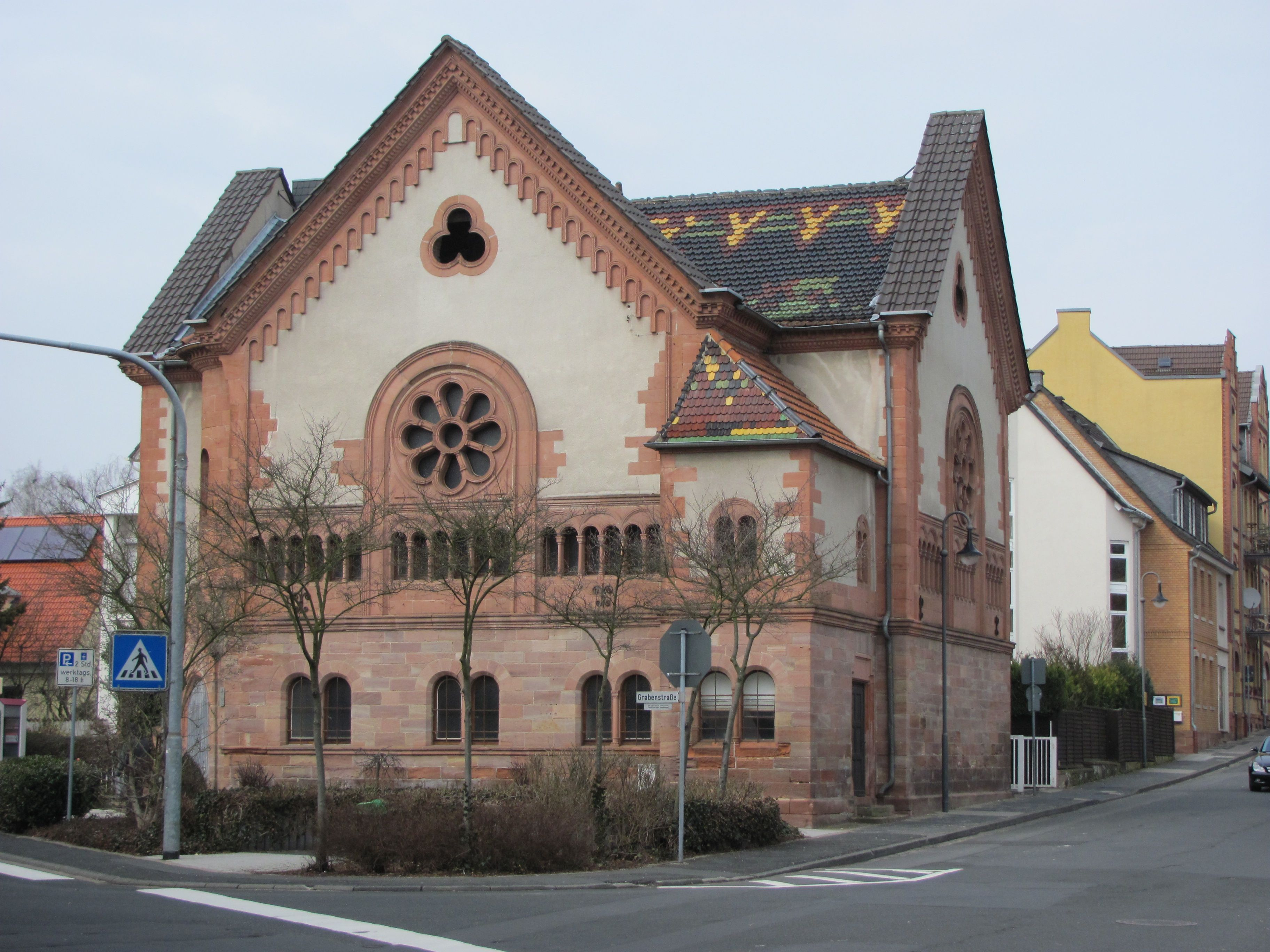
Synagoge Schlüchtern, Südfassade

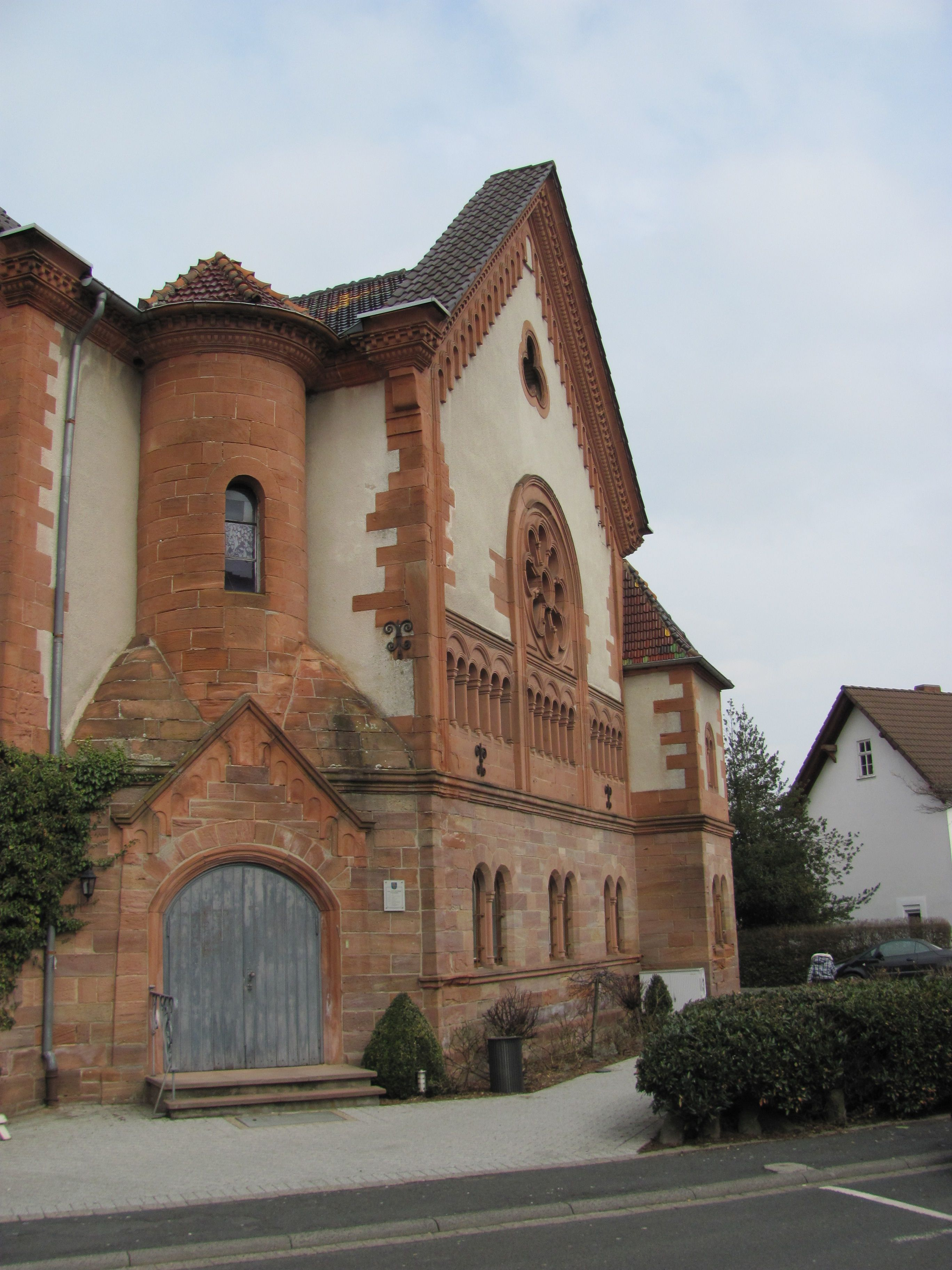
Haupteingang an der Südwest-Ecke des Gebäudes

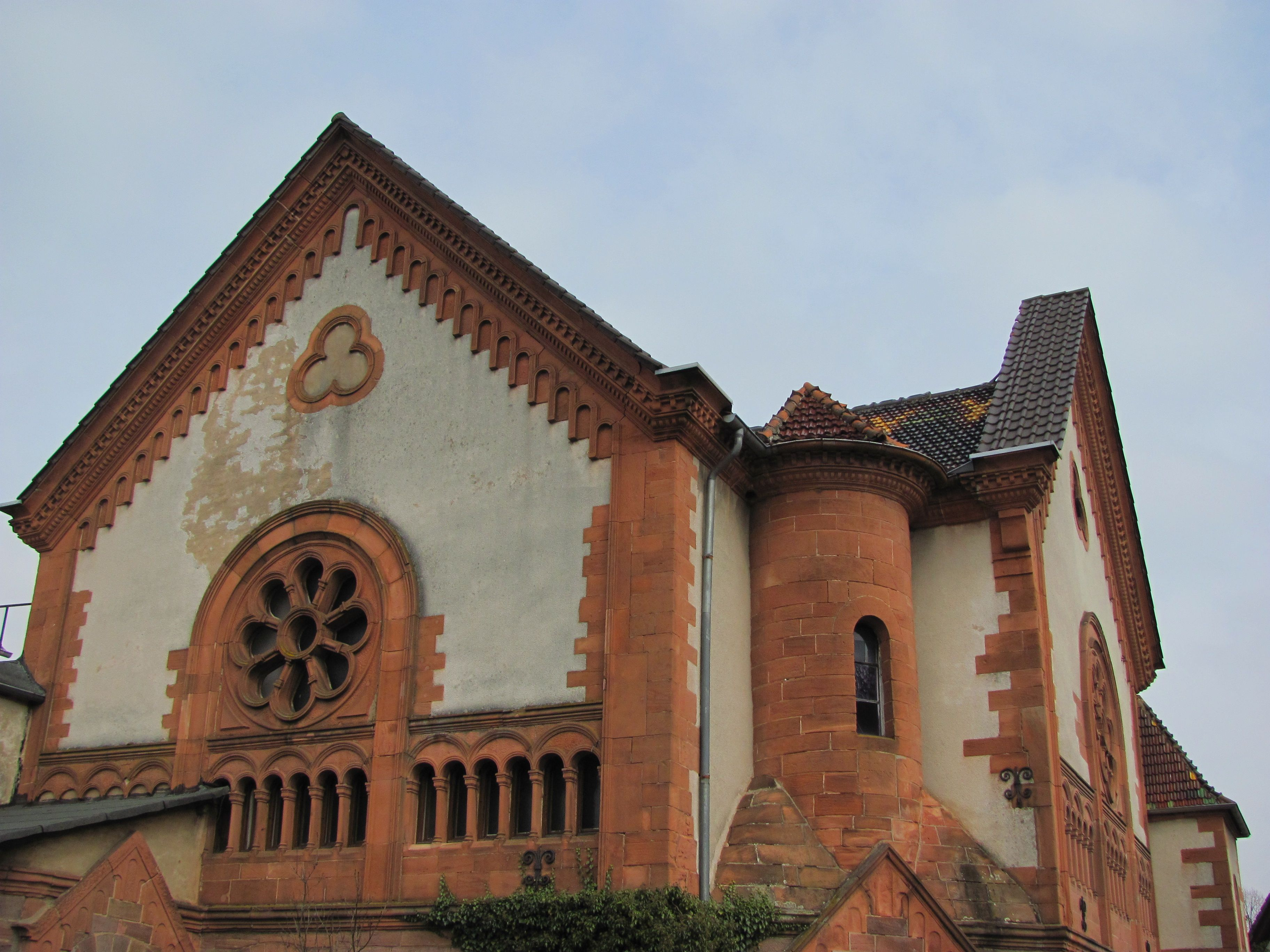
Westgiebel

Die Synagoge Schlüchtern war von 1898 bis zur Reichspogromnacht 1938 die Synagoge der jüdischen Gemeinde in Schlüchtern im Main-Kinzig-Kreis in Osthessen.

## Geschichte
Der Vorgängerbau, etwa aus dem Jahr 1670, befand sich in der Nähe des Obertores. Es handelte sich um einen Fachwerkbau mit Hallengeschoss, Satteldach, Krüppelwalmen und sechs großen Rundbogenfenstern von 3,40 m Höhe, der 1837 zusätzlich mit einer Frauenempore ausgestattet wurde. Bis 1895 wurde diese Synagoge verwendet und erst 1978 wurde das Gebäude dann abgerissen. Eine Gedenktafel an der Obertorstraße 33 markiert heute die entsprechende Stelle.
Am Ende des 19. Jahrhunderts war die jüdische Gemeinde in Schlüchtern auf knapp 400 Menschen angewachsen, so dass für diese die alte Synagoge nicht mehr ausreichte. Deshalb errichtete die jüdische Gemeinde das noch heute vorhandene Gebäude in der Weitzelstraße 7, dessen Einweihung am 26./27. August 1898 erfolgte.
In der Reichspogromnacht wurde die Synagoge von NS-Anhängern geschändet, ihre Inneneinrichtung zerstört und die Kultgegenstände der Synagoge verbrannt. Das Gebäude blieb jedoch stehen und wurde von 1939 bis 1945 als Lagerhalle zweckentfremdet. 1945/46 wurde es auf Befehl der US-Besatzungsmacht wieder hergerichtet.
Nach dem Holocaust existierte in Schlüchtern keine jüdische Gemeinde mehr. Die einzigen beiden jüdischen Rückkehrer im ganzen Kreis Schlüchtern, in dem es vor 1933 elf jüdische Gemeinden mit rund 900 Mitgliedern gegeben hatte, kamen 1945 zurück in ihre frühere Wohnung in der Obertorstraße 34. Der Anschluss an ihr früheres gesellschaftliches Umfeld war jedoch verloren und bereits am 12. Dezember 1949 protokollierte der Beamte im Rathaus Schlüchtern: Wegzug nach New York.
In den Jahren 1950/51 erfolgte durch die Stadt Schlüchtern der Umbau zu einem Werkhaus mit anschließender Vermietung an die Firma Steinert bzw. deren Nachfolgerin Ofrazur zur Fabrikation von Damenblusen. Am 21. Februar 1953 schloss die Stadt Schlüchtern einen Mietvertrag mit der Firma EKA-Kleiderfabrik Kuhlmann & Co für dieses im Vertrag erneut „Werkhaus“ genannte Objekt ab. Das gesamte Grundstück mit Synagoge und Schulgebäude verkaufte die Stadt Schlüchtern dann 1955 an die EKA-Kleiderfabrik, die im Aug./Sept. 1955 eine zusätzliche Stahlbetondecke einzog und bis 1969 auf nun zwei Etagen Damenkleider produzierte. 1969 wurde die Produktion der EKA-Kleiderfabrik in einen Neubau im Gewerbegebiet verlagert, nur die Inhaber der Firma bewohnten weiterhin das benachbarte ehemalige Schulgebäude der israelitischen Gemeinde (Grabenstraße 10).
Ab 1970 nutzte die Stadt Schlüchtern das Gebäude für kulturelle Veranstaltungen, Bücherei, Verkehrsbüro und während der Bauzeit des Rathausneubaus auch als Einwohnermeldeamt.
Nachdem Ende 1993 ein Ankauf der Synagoge am Kaufpreis von 1 Mio. DM scheiterte, wurde sie von der Stadt Schlüchtern im Mai 1994 für „kulturelle Zwecke“ angemietet. Nach Renovierung wurde im Februar 1995 dort das Kulturhaus Synagoge eröffnet, im Parterre mit dem Kulturbüro der Stadt Schlüchtern und einem Ausstellungsraum, im Obergeschoss mit einem Saal für das Kulturkino KUKI und einem Vorführraum. Die Ausstattung des Kinos wurde weitestgehend durch den Verein KUKI Schlüchtern e. V. geleistet, sie beinhaltete in den Folgejahren auch modernste Technik wie Dolby-Digital-Anlage oder digitalem Filmprojektor für Digital Cinema Packages (DCP). Das Kino hatte 115 Plätze, pro Jahr zählte es fast 15.000 Zuschauer und fand als Programmkino weit über die Grenzen des Bergwinkels Anerkennung und Unterstützung, so auch durch Iris Berben, Volker Schlöndorff, oder Michael Verhoeven.
Im Dezember 2008 schloss die Stadt Schlüchtern mit dem Verein KUKI Schlüchtern e. V. noch einen Untermietvertrag über die Nutzung der Räume auf beiden Etagen als Kinosäle mit Laufzeit bis Ende 2014. Aber bereits im September 2009 musste der Kino-/Veranstaltungsbetrieb im Kulturhaus Synagoge überraschend wegen Mängel im Brandschutz eingestellt werden. Trotz bereitstehender Zuschüsse von der Filmförderungsanstalt (FFA) in Berlin, dem Land Hessen, EU-Fördermitteln und einem sechsstelligen Betrag, den der Verein selbst beisteuern wollte, es fehlten für einen Weiterbetrieb dann knapp 150.000 Euro seitens der Stadt selbst.
Danach stand das Gebäude jahrelang leer, im August 2020 kaufte die Stadt die gesamte Liegenschaft, also ehemalige Synagoge (Weitzelstraße 7) und das benachbarte Rabbinerhaus (Grabenstraße 10), es sollte das Stadtarchiv einziehen.
Seit Juni 2021 kümmert sich der „Verein der Freunde der Synagoge Schlüchtern“ um das Gebäude sowie dessen Sanierungs- und Nutzungskonzepts. Er hat zu diesem Zweck einen Erbbaupachtvertrag mit der Stadt abgeschlossen und benennt nach aktuellen Schätzungen rund 7,5 Mio. Euro als Kosten für dieses Projekt. Am 9. November 2025 soll das neue Kulturzentrum in der ehemaligen Synagoge eröffnet werden.

## Beschreibung
Es handelt sich um ein solitär stehendes Bauwerk auf einem Eckgrundstück in neuromanischem Stil auf einem kreuzförmigen Grundriss. Die vier Fassaden sind nahezu baugleich und aufwendig, zum Teil in rotem Buntsandstein, zum Teil verputzt mit Giebeln, Blendarkaden, Rundbogen- und Rosettenfenstern gestaltet. Bekrönt werden sie jeweils von einem Schildgiebel. Der zentrale Innenraum wird von einer Kuppel überwölbt. Während das Äußere weitestgehend unverändert erhalten blieb, wurde das Innere 1938 zunächst zerstört und später für Nachfolgenutzungen umgestaltet; 1955/56 wurde eine Zwischendecke eingezogen. 1995 wurden Reste der originalen Bemalung im Innern freigelegt.
Das Gebäude ist ein Kulturdenkmal gemäß Hessischem Denkmalschutzgesetz.